# دار الجامع (ذي السفال)

تعديل مصدري - تعديل

دار الجامع هي إحدى قرى عزلة وادي ضباء بمديرية ذي السفال التابعة لمحافظة إب، بلغ تعداد سكانها 478 نسمة حسب تعداد اليمن لعام 2004.